# Magisk
Magisk (マジスク) は、topjohnwu氏によって開発された、Android端末にrootアクセスを与えることを目的としたオープンソースソフトウェアである。

## 主な機能

### MagiskSU
アプリケーションにrootアクセス (suバイナリ) を提供する。どのアプリケーションがroot権限を利用したのかを通知させることもできる。

### Magisk Modules
Magiskには、システムレベルでプログラムを実行できるモジュールをインストールすることができ、これを使って機能を追加することができる。

### Zygisk
Magiskの機能の一部やモジュールをZygote上で実行できる機能。

## 歴史
バージョン21では、Android 11のサポートが追加され、次のバージョンであるバージョン22で、Samsung Galaxy S21のサポートが追加された。また、バージョン23では、SafetyNetの修正が追加された。
オリジナルの開発者John Wuは2021年にAndroidセキュリティチームで働き始めた。2021年、MagiskのRootHide機能は元の開発者John Wuによって廃止された。Tweak開発者のArnoud Wokke氏は、この機能がサードパーティの開発者によってMagiskモジュールとして開発される可能性が高いと主張した。

## インストール方法
Magiskのインストールは、2種類の方法がある。
- ブートイメージにMagiskアプリをパッチしてfastbootでフラッシュ
- TWRPなどのカスタムリカバリでMagiskアプリをフラッシュ

なお、既にroot化されている端末の場合は、マネージャーアプリから直接インストールすることも可能。